# 이블 데드 3 - 암흑의 군단
《이블 데드 3: 암흑의 군단》(영어: Army of Darkness)은 1992년 개봉한 미국의 다크 판타지 코미디 공포 영화이다. 《이블 데드 2》(1987)의 속편으로, 전편과 마찬가지로 샘 레이미가 감독과 공동 각본을 맡았다. 브루스 캠벨과 엠베스 데이비츠 등이 출연하였다. 
1994년 제20회 새턴상에서 공포 영화 부문 작품상을 수상하였다.

## 줄거리
전편에서 킴메르족 비서인 네크로노미콘 엑스 모르티스, 일명 "죽음의 책"을 접한 애시는 이 책이 깨운 악령의 힘에 영향을 받아 1973년식 올즈모빌 델타 88과 함께 1300년(전편에서 이 책이 갑자기 자취를 감춘 연도라고 언급했던 시기이다) 중세 전장으로 시간 이동한다.
애시는 아서의 적인 헨리 공작의 첩자로 의심을 받아 헨리와 함께 노예가 되어 아서의 성으로 끌려간다. 아서의 기사였으나 헨리군에게 전사한 남자 형제를 둔 실라는 애시에게 침을 뱉으며 적개심을 표출한다.
구덩이에 내던져진 애시는 한 데다이트(Deadite)를 상대로 고전한다. 하지만 아서 곁에서 조언하는 현자가 애시를 죽음의 책이 예언했던 "약속된 자"("The Promised One")로 확신하고 아서가 압수했던 체인톱을 돌려준다. 애시는 전편에서 잘라냈던 오른손의 위치에 체인톱을 끼워넣고 데다이트의 목을 날린 뒤 영웅 취급을 받는다. 오해를 푼 실라는 애시와 가까워진다.
레밍턴 산탄총까지 챙긴 애시는 자신을 원래 시대로 돌아가게 해줄 단서인 죽음의 책을 찾아 귀신 들린 숲에 들어갔다가 보이지 않는 힘에게 쫓긴다. 한 풍차 안에 몸을 피한 애시는 거울에 나타난 자신의 상이 자신의 실제 모습과 따로 놀자 분노하며 거울을 조각낸다. 거울 조각마다 작게 비춰진 애시의 상들은 소형 애시가 되어 살아 움직이며 애시를 괴롭히고, 그중 하나는 아예 등신대 크기 복제 인간 "이블 애시"가 되어버린다. 애시는 사악한 이블 애시를 도륙하여 땅에 묻어 버린다.
애시는 묘지에서 죽음의 책을 발견하지만 책을 옮기기 전에 외워야만 하는 주문 "클라투 버라다 닉토"를 까먹어 마지막 단어를 얼버무린다. 이 때문에 땅이 저주를 받아 시체들이 깨어난다. 이블 애시도 부활하여 다른 데다이트들과 연합하여 암흑의 군단을 형성하고 실라를 납치해 군단 일원으로 만들어 버린다.
애시는 올즈모빌 트렁크에 실려 있던 화학 개론 책을 활용해 화약을 만들고, 이를 화살에 매달아 쏘며 군인들을 승리로 이끌고 이블 애시를 날려 버린다. 실라는 다시 인간으로 돌아오고, 아서와 헨리는 포옹하며 평화 의지를 확인한다.
애시는 앞서 외웠던 것과 같은 주문을 읆고 묘약을 마신 뒤 현재로 돌아와 S-마트 동료 점원 앤서니에게 무용담을 들려준다. 그러나 애시가 주문을 또 엉터리로 발음한 덕에 죽지 않은 데다이트 하나가 현세에 나타나 애시 얘기에 관심을 보이던 동료 여성 점원을 공격한다. 애시는 매장에 진열돼 있던 윈체스터 라이플로 데다이트를 쏴 죽인 뒤 여성 점원에게 입을 맞춘다.

### 원래 결말
애시는 묘약을 마시던 중 떨어지는 돌에 주의를 빼앗기는 바람에 계산을 실수하여 6 방울 대신 7 방울을 마시고 만다. 그 때문에 지나치게 오래 잠들어 버린 애시는 인류 문명이 멸망한 런던 폐허에서 깨어나 비명을 지른다.
유니버설 픽처스는 이 결말이 너무 우울하다며 반대하였고, 샘 레이미는 보다 밝은 분위기를 띠는 결말로 각본을 수정하였다.

## 출연진
- 브루스 캠벨 - 애슐리 "애시" J. 윌리엄스 / "이블 애시" 역
- 엠베스 데이비츠 - 실라 역
- 마커스 길버트 - 아서왕 역
- 이언 애버크롬비 - 현자 역
- 브리짓 폰다 - 린다 역: 여자친구.
- 빌 모즐리 - 데다이트군 대장 역
- 퍼트리샤 톨먼 - 빙의된 마녀 역
- 테드 레이미 - 비겁한 전사 / 애시에게 두 번째로 지지를 표하는 주민 / S-마트 점원 앤서니 / 해골(목소리) 역
- 앤절라 페더스톤 - S-마트 동료 여성 점원 역

## 기타 제작진
- 공동 제작: 브루스 캠벨
- 미술: 앤턴 트람블레이
- 특수 분장: 토니 가드너
- 특수 효과: 윌리엄 메이사, 로버트 커츠먼, 그레그 니커테로, K.N.B. EFX 그룹